# 南想会

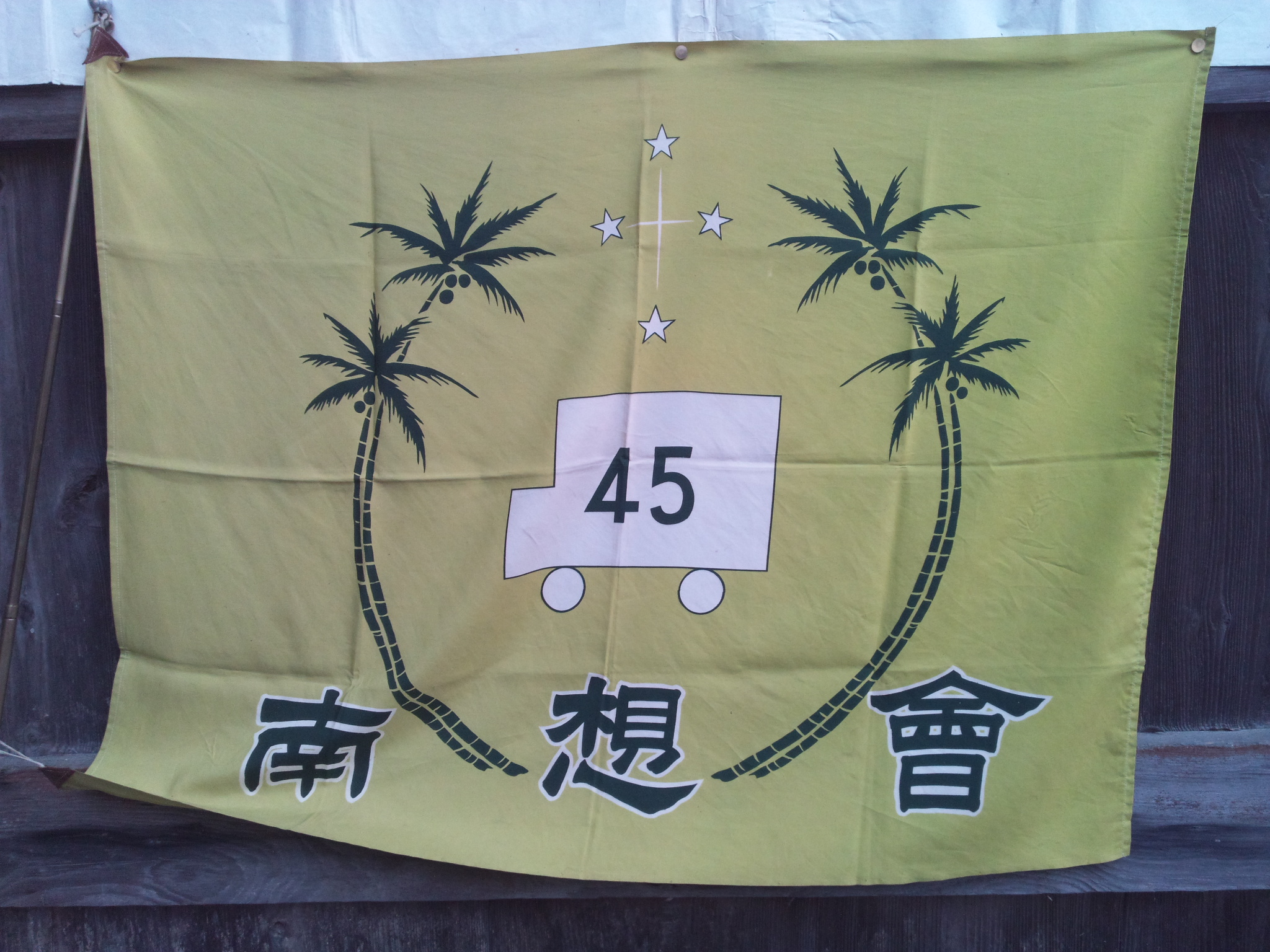
Flag nansoukai 20130721

南想会（なんそうかい）は大日本帝国陸軍独立自動車第四五大隊所属の復員兵による戦友会。または年一度7月に伊豆修善寺町にて行われている同会の総会の呼称。

## 独立自動車第四十五大隊
1941年9月12日動員、名古屋にて編隊された陸軍の輸送部隊。本部・材料廠・四ヶ中隊の808名で構成。主に第25軍（マレー作戦担当）および第16軍（蘭印作戦担当）の指揮下でスマトラ・ジャワ島での緒戦に参戦の後、1944年1月ビルマ方面軍の隷下へ。インパール作戦・イラワジ会戦・メイクテーラ戦・克作戦等に参戦、制空権のない中で補給活動を行ったため多数の戦死者を出す。またマラリア・赤痢による戦病死者も多数。戦死・戦病死者数約200名。1946年7月21日、広島・大竹港にて復員、翌22日部隊解散式。
初代部隊長　奥崎 雄三郎（1941年9月～1945年1月）
二代目部隊長　望月 俊篤（1945年1月～1946年7月）

## なりたち
1946年7月の復員後、所属中隊や地域に分かれて戦友会が多く成立、それぞれが会合を催していた中、部隊全体としての会の結成をという運気が高まり、1951年7月21日に第1回南想会が行われた。
名称の由来はすべての隊員の想い、即ちスマトラ島のみで帰った人も、シンガポールで転属した人も、ビルマまで歴戦した人も斉しく想うのは「南」であるところから「南想会」と命名。

## 会長
初代 竹嶋清市  1中隊

2代　中津瀬 游 4中隊

3代　片岡梅雄　4中隊

4代　忍田明治　遺家族会員

2005年7月21日、第55回総会にて第3代会長片岡梅雄が勇退、南想会継続を願う戦友会員の熱望により初の遺家族会員である忍田明治（東京）が第4代会長に満場一致推薦決定された。

## 総会
南想会（総会）は毎年、伊豆修善寺温泉の仲田屋旅館で復員日の7月21日に最も近い土・日曜に総会を行い、修禅寺にて慰霊法要を行っているが会員の高齢化や逝去者の増加により参加人数は漸減している。また仲田屋旅館も2004年1月に閉館（その後マネジメントが変わり、別名でリニューアルオープン）、2004年7月21日の第54回総会より会場がねの湯「対山荘」に変更となった。仲田屋旅館が会場となったのは部隊が東海地方を中心に編成されたため会員のアクセスが良かったこと、また、ご主人が第三中隊所属であったため。ちなみに向かいの魚屋さんのご主人も第四中隊に所属。
毎年発行されている南想会会報は第31号よりB5判様式からA4判に変更。なお、総会開催日時は第17回以来第63回（2013年）総会まで復員の日7月21日に毎年開催されている。

## 南想塔

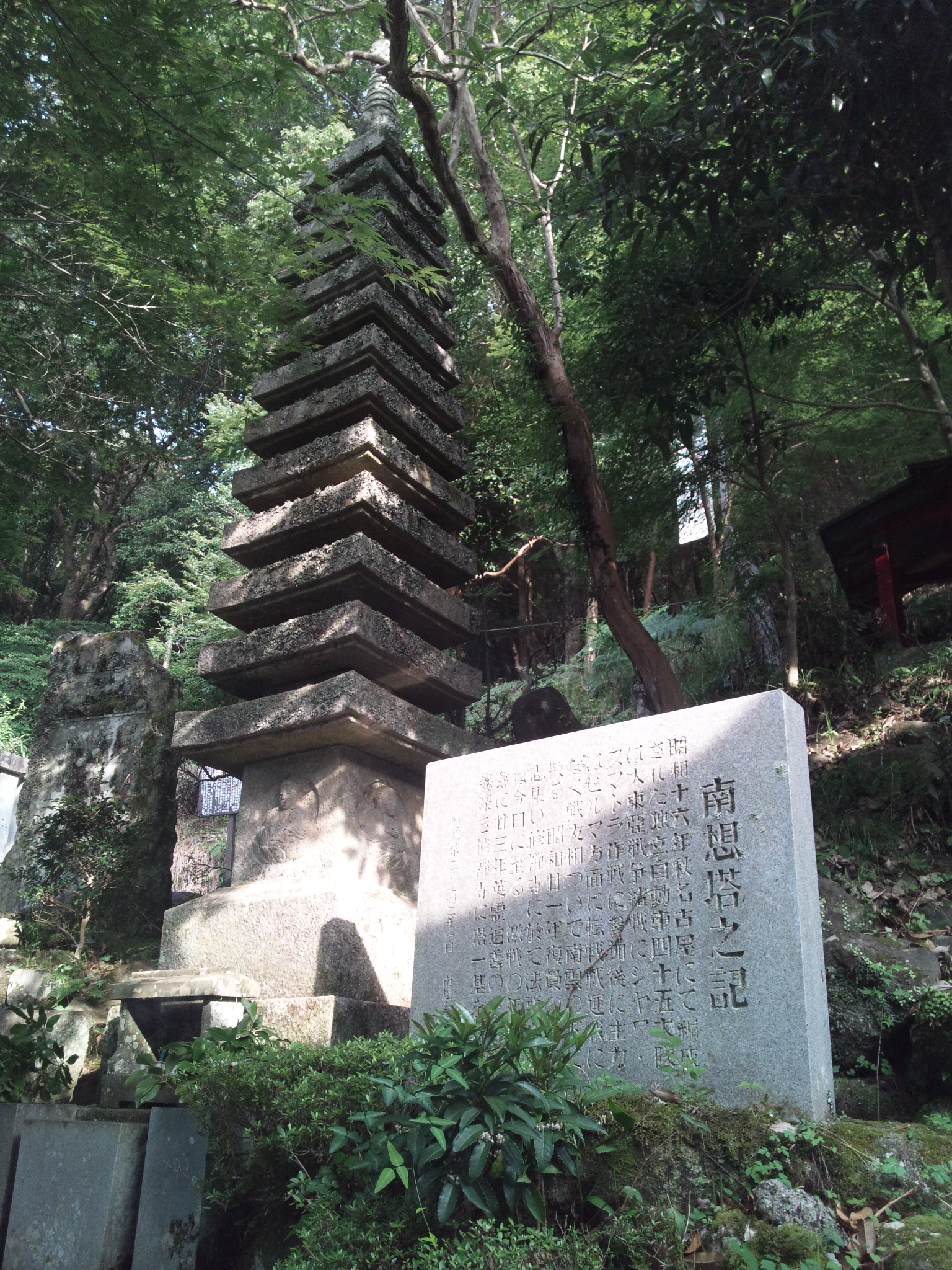
Memorial tower nansoukai 20130721

1968年7月21日、修禅寺寺領にある源頼家墓隣に南想会が建立・除幕した供養塔。修禅寺による永代供養が行われる。なお、塔の脇にある碑の碑誌は次のとおり。（読みやすいように句読点を加えてあります）
南想塔之記
昭和十六年秋名古屋にて編成された独立自動車四十五大隊は、大東亜戦争緒戦にジヤワ・スマトラ作戦に参加。後に主力はビルマ方面に転戦、戦運我になく戦友相ついで南雲の下に散る。昭和廿一年復員の後有志集い修禅寺に於て法要を重ね今日に至る。激戦の年より茲に廿三年英霊追善のため仏縁深き修禅寺に塔一基を寄す。
昭和四十三年七月二十一日

なお、碑誌の裏面には建立にあたっての寄附者の銘板が設置されている。

## 部隊史「南想」

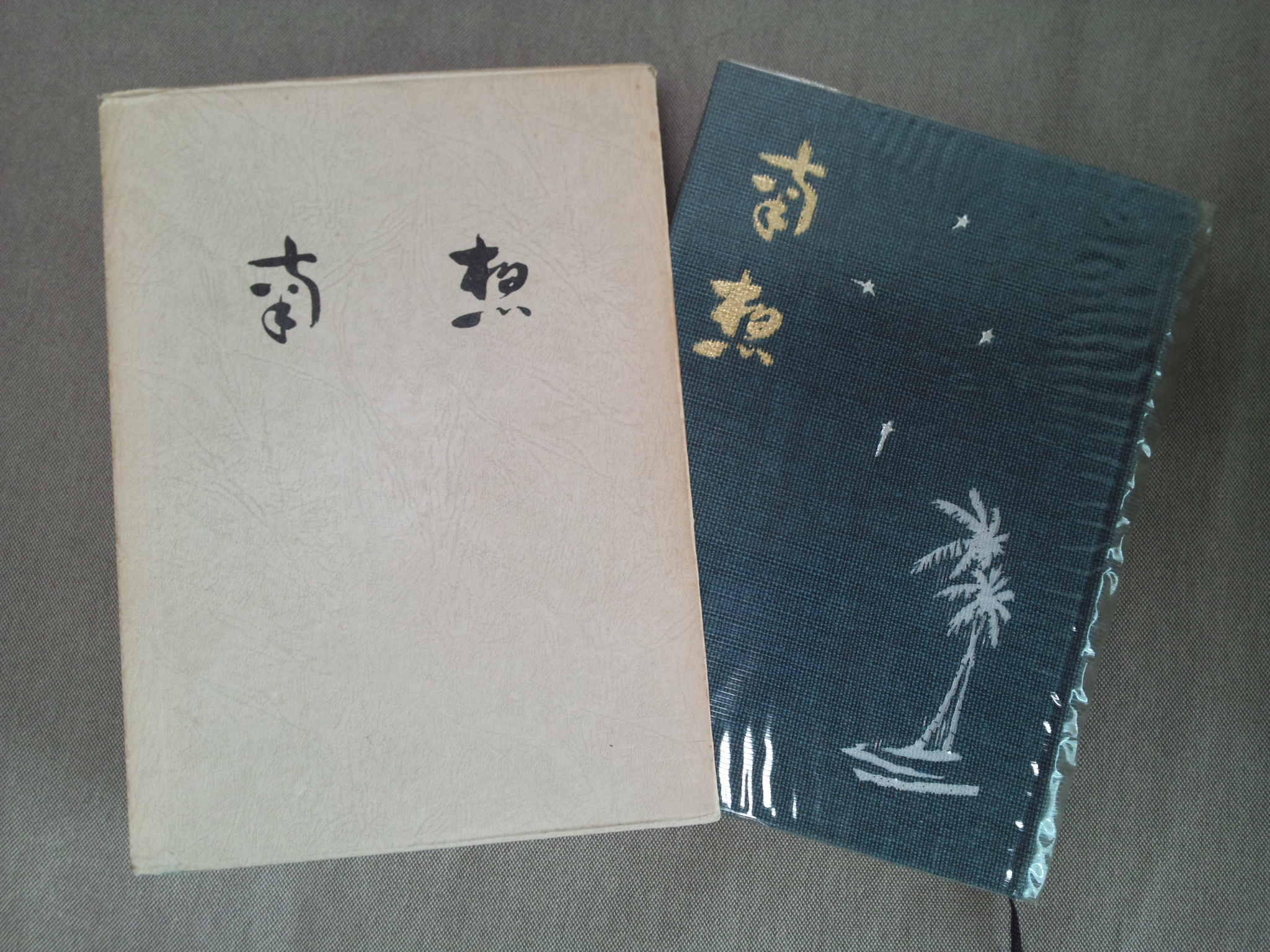
部隊誌「南想」

「南想」は、南想会が1974年7月21日に発行した部隊史。元隊員および遺族による寄稿約160編および部隊行動記録等で構成され、部隊の編成から終戦・捕虜収容所生活に至るまで時間軸に従いながら編集されている。本文793ページ。非売品。なお、巻末にある製本を担当した菊チャン堂の創業者は第二中隊所属。
第一編 部隊行動（1）編成よりスマトラ島まで
第二編 部隊行動（2）スマトラ（ペマタンシャンタル）よりビルマ（パプン）に於ける戦闘停止まで
第三編 部隊行動（3） 終戦より復員完了まで
の三編で構成。

## 隊歌

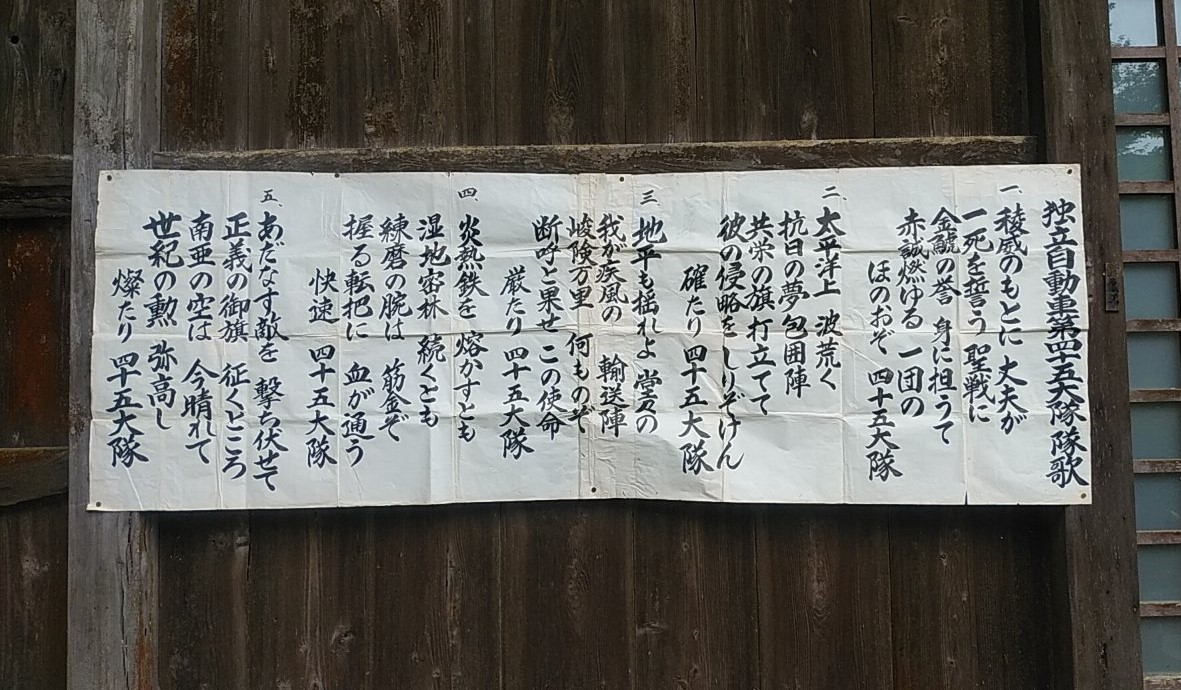
独立自動車第45大隊隊歌

一、稜威（りょうい）のもとに 丈夫（ますらお）が

　　一死を誓う聖戦に

　　金鯱（きんこ）の誉 身に担うて

　　赤誠（せきせい）燃ゆる 一団の　

　　ほのおぞ 四五大隊

二、太平洋上 波荒く

　　抗日の夢 包囲陣

　　共栄の旗 打ち立てて

　　彼の侵略を しりぞけん

　　確たり 四五大隊

三、地平も揺れよ 堂々の

　　我が疾風の 輸送陣

　　峻険万里 何ものぞ

　　断固と果せ この使命

　　厳たり 四五大隊

四、炎熱鉄を 熔かすとも

　　湿地密林 続くとも

　　練磨の腕は 筋金ぞ

　　握る転把（てんぱ）に 血が通う

　　快速 四五大隊

五、あだなす敵を 撃ち伏せて

　　正義の御旗 征くところ

　　南亜の空は 今晴れて

　　世紀の勲 弥（いや）高し

　　燦たり 四五大隊